# 204831 Левски
(204831) Левски (предварително означение 2007 PQ28) е астероид от главния пояс, открит от българския екип Обсерватория „Звездно общество“ с ръководител д-р Филип Фратев на 14 август 2007 г. Астероидът получава номер през януари 2009 г. и получава официално името „Левски“ през април същата година. Наречен е на българския национален герой Васил Левски.
Това е първият номериран астероид, открит в България след 1989 г.